# Ernst Meyer (Belgisch politicus)
Ernst Meyer (Bütgenbach, 30 oktober 1951) is een Belgisch huisarts, homeopaat en voormalig politicus voor Vivant.

## Levensloop
Meyer is beroepshalve huisarts en homeopaat.
Hij zetelde van 2004 tot 2009 in het Parlement van de Duitstalige Gemeenschap.